# Gaia Crusaders
Gaia Crusaders é um jogo de luta de Video game do estilo beat 'em up, lançado e desenvolvido pela Noise Factory para arcade em 1999.

## História
Monstros atacam o planeta e sete guerreiros devem recolher e juntar os pedaços de Gaia (que assemelha-se a uma bola de cristal) para alcançar a única salvação. 

## Personagens
Ao todo são 7 personagens no jogo, sendo dois deles secretos. 

### Jimi Isaak
Personagem principal do jogo. Tem aparência de bad-boy, usando uma camiseta roxa e luvas.
- Altura: 1.78m
- Peso: 70kg
- Personalidade: Gosta de perigo, bom caráter
- Atributo de luta: Elemento vento

### Fred Sathal
Homem negro que usa um óculos. O personagem estiloso do jogo.
- Altura: 1.85m
- Peso: 85kg
- Personalidade: Tranquilo
- Atributo de luta: Elementos fogo e vento

### Kohen
Uma garota com roupas vermelhas que luta usando fu-ins
- Altura: 1.65m
- Peso: desconhecido
- Personalidade: Chorona e má perdedora
- Atributo de luta: desconhecido

### Rob
Criatura bizarra azul.
- Dados desconhecidos.

### M-985
Parece ser da mesma raça que Rob, sendo fêmea e de cor branca com detalhes vermelho e rosa.
- Altura: 1.80m
- Peso: 100kg
- Personalidade: Incapaz de mostrar sentimentos por causa da armadura
- Atributo de luta: Elementos fogo e vento

### Koufu
Um dos personagens mais fortes do jogo. Guerreiro que usa uma armadura e capa, que lembra o personagem Johann do jogo "Rage of the Dragons".
- Altura: 1.80m
- Peso: 80kg
- Personalidade: Bravo
- Atributo de luta: Elemento vento

### Seiyen
Guerreiro oriental sábio. Usa roupas brancas e azuis, com detalhes laranjas.
- Dados desconhecidos.